# Ardisia blatteri
Espèce
Statut de conservation UICN

 EN B1+2c : En danger
Ardisia blatteri est une espèce de plantes à fleurs de la famille des Primulaceae. Originaire d'Inde, elle est en danger d'extinction d'après l'Union internationale pour la conservation de la nature (UICN).

## Description
Cette espèce a été décrite en 1921 par le botaniste James Sykes Gamble (1847-1925). En classification classique de Cronquist (1981) et en classification phylogénétique APG II (2003) le genre Ardisia est assigné à la famille des Myrsinaceae, puis en classification phylogénétique APG III (2009) il est assigné à celle des Primulaceae.

## Répartition géographique
Cette espèce est originaire du pays suivant : Inde.